# Seong Baek-yeop
Seong Baek-yeop (성백엽), né à Séoul en 1960, est un réalisateur de films d'animations sud-coréen. Il réalise en 2003 le long-métrage d'animation Oseam, pour lequel il reçoit le grand prix du Festival international du film d'animation d'Annecy en 2004. La même année, il remporte le Grand prix écrans junior à Cannes et le prix du Meilleur film d'animation de l'Asia-Pacific Film Festival. 

## Filmographie
- 2003 : Oseam